# 조이 데이셔넬
조이 클레어 데이셔넬(Zooey Claire Deschanel, 1980년 1월 17일 ~ )은 미국의 배우이자 음악가이다. 조이는 미국 인디 듀오 쉬앤힘에서 보컬과 기타를 맡고 있다.

## 생애
조이 데이셔넬은 미국 캘리포니아주 로스앤젤레스에서 영화감독 케일러브 데이셔넬과 영화 배우 메리 조 데이셔넬 사이에서 태어났다. 아일랜드와 프랑스계 혈통이다. 그녀의 이름은 J.D. 샐린저의 소설 〈프래니와 주이〉의 남자 주인공의 이름을 따서 지어졌다. 큰언니 에밀리 데이셔넬 또한 배우이며, 미국 드라마 《본즈》에 출연하였다.
로스앤젤레스에서 태어났지만 아버지의 영화 촬영 때문에 어린 시절에 여러 지역으로 옮겨 다니며 지냈다. 캘리포니아 샌타모니카에 있는 크로스로즈 학교에 입학했고, 그곳에서 미래에 배우가 된 케이트 허드슨, 제이크 질런홀과 친구로 지냈다. 고등학교 내내 노래를 배웠고 뮤지컬 배우가 되려고 하였다. 노스웨스턴 대학교에 입학했지만 7개월 후 영화 배우로 일하기 위해 중퇴하였다.

## 연기와 음악 활동
1999년 영화 《멈포드》에서 데뷔한 이래 《올모스트 페이머스》,《뉴 가이》등의 영화에서 조연으로 인기를 얻었다. 그 후 《진실한 소녀들》,《엘프》,《윈터 패싱》, 《은하수를 여행하는 히치하이커를 위한 안내서》, 《달콤한 백수와 사랑만들기》, 《틴 맨》, 《해프닝》, 《예스맨》, 《500일의 썸머》에서 주연을 맡았다.
2001년부터는 서맨사 셸턴과 함께 재즈 캬바레 그룹을 결성하여 건반, 타악기, 반조, 우쿨렐레 등을 맡고 있다. 그녀가 출연한 영화에 OST로도 참여하였고, 2008년 데뷔 앨범을 발매하였다.

## 출연 작품

### 영화
- 올모스트 페이머스 (2000) - 애니타 밀러 역
- 엘프 (2003) - 조비 역
- 은하수를 여행하는 히치하이커를 위한 안내서 (2005) - 트릴리언 역
- 비밀의 숲 테라비시아 (2007) - 에드먼즈 역
- 굿 라이프 (2007) - 프랜시스 역
- 해프닝 (2008) - 엘마 무어 역
- 예스맨 (2008) - 앨리슨 역
- 500일의 썸머 (2009) - 썸머 핀 역
- 아워 이디엇 브라더 (2011) - 나탈리 역
- 유어 하이니스 (2011) - 벨라도나 역
- 트롤 (2016) - 브리짓 역 (목소리)
- 트롤: 월드 투어 (2020) - 브리짓 역 (목소리)

### 텔레비전
- 뉴 걸 (2011-18) - 제시카 "제스" 데이 역